# Jordi Singla Artigas
Jordi Singla Artigas   (Manresa, 25 de juny de 1970) és un exjugador de bàsquet català, que ocupava la posició d'ala-pivot.
La seva carrera esportiva s'inicia en les categories inferiors del Manresa, juga en el primer equip durant 15 anys, tota la seva carrera esportiva, a excepció d'un breu pas pel CB Navás. Aconseguint grans gestes amb l'equip del Bages, com la lliga ACB de la temporada 1997-98 o la Copa del Rei de la temporada 1995-96.

## Trajectòria esportiva
- Bàsquet Manresa. Categories inferiors
- 1989-92 Bàsquet Manresa
- 1992-93 CB Navas
- 1992-04 Bàsquet Manresa